# Ferroviário Atlético Clube (Fortaleza)
Pour les articles homonymes, voir Ferroviário Atlético Clube.
Maillots
Le Ferroviário Atlético Clube est un club brésilien de football basé à Fortaleza dans l'État du Ceará.
Le club évolue lors de ses matchs à domicile au Stade Elzir Cabral.

## Palmarès
- Championnat du Ceará
  - Champion : 1945, 1950, 1952, 1968, 1970, 1979, 1988, 1994, 1995

## Joueurs emblématiques
- Fernando Cônsul